# Deep in the Valley
Deep in the Valley è un singolo del gruppo musicale britannico Rudimental, pubblicato il 7 marzo 2011.

## Descrizione
Si tratta della prima pubblicazione a seguito della firma con Black Butter Records e ha visto la partecipazione vocale del rapper britannico MC Shantie. Inizialmente distribuito digitalmente su Beatport, il singolo è stato pubblicato su iTunes il 14 marzo dello stesso anno.

## Video musicale
Il video è stato reso disponibile il 18 marzo 2011 attraverso il canale YouTube della Black Butter Records e alterna scene di MC Shantie intento a catturare quattro uomini travestiti da coniglio con altre in cui il rapper canta il brano all'interno di una sala nella quale sono presenti varie persone travestite da animali.

## Tracce
Testi e musiche di Piers Aggett, Kesi Dryden e Shane Smart.
1. Deep in the Valley (ft. MC Shantie) (Club Mix) – 6:06
2. Deep in the Valley (ft. MC Shantie) (Funky Instrumental) – 6:06
3. Deep in the Valley (ft. MC Shantie) (House Mix) – 7:08
4. Deep in the Valley (ft. MC Shantie) (Radio Mix) – 3:34

## Formazione
Gruppo
- Piers Aggett – tastiera
- Kesi Dryden – tastiera

Altri musicisti
- MC Shantie – voce